# 伦敦国际金融期货交易所
伦敦国际金融期货交易所（LIFFE）是欧洲第一家金融期货交易所。它成立于1982年9月30日，并开始交易“3月期欧洲美圆存款利率”期货和“英镑兑美圆汇率”期货，后来又增加了德国马克、英国债券利率、瑞士法郎、日元等品种。1984年5月，又推出金融时报—证券交易所100种股票价格指数（FT-SE100）期货交易。1987年5月，还推出了日本国债交易。

英國政府成立的獨立委員會2013年7月9日宣布，紐約泛歐交易所（簡稱紐交所）以象徵式1英鎊接手倫敦銀行同業拆息（Libor）計算及報價有關管理工作，藉此重建投資者對倫敦金融中心的信心。紐約泛歐交易所集團將在英國建立一個新的法人實體來負責這項基準利率的管理。新的法人實體將定名為NYSE Euronex Rate Administration Ltd.，將接受英國金融市場行為監管局的管轄。

## 外部連結
- 倫敦國際金融期貨交易所官方網站 （页面存档备份，存于）